# Aeroporto di Soči-Adler
L'aeroporto di Soči-Adler (in russo Международный аэропорт Сочи) è un aeroporto internazionale situato vicino a Soči, nel Territorio di Krasnodar in Russia europea. L'aeroporto è chiamato anche Adler, dal nome della cittadina in cui è situato.
L'aeroporto di Soči-Adler è l'hub delle compagnia aeree russe: Soči Airlines-Aviaprima, Černomorsoyuz, Aerolat, Černomor Airlines ed hub estivo di altre compagnie aeree tra cui anche le due principali compagnie aeree russe: Aeroflot e S7 Airlines.

## Storia

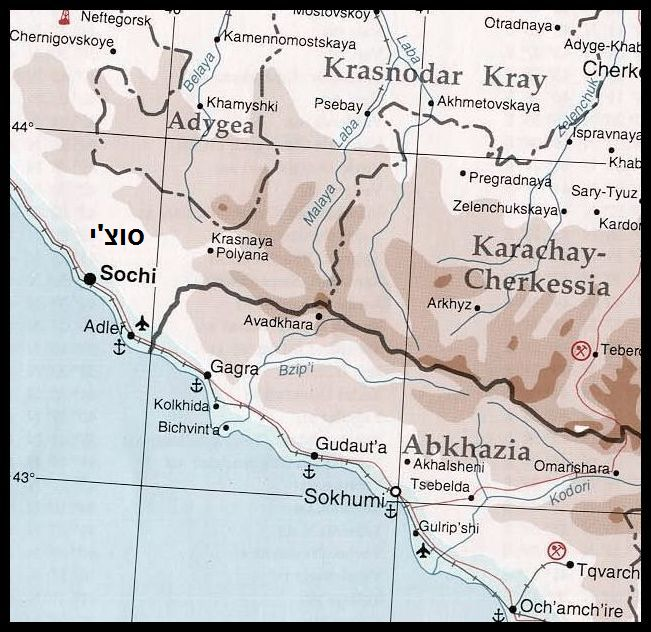
La posizione geografica dell'aeroporto rispetto a Soči

È stato aperto il 23 novembre 1945 ed è attualmente il settimo aeroporto civile della Russia. Il primo l'aeroporto ad Adler è stato attrezzato per l'atterraggio/decollo degli aerei Lisunov Li-2 e degli aerei Ilyushin Il-12. L'aeroporto è stato creato per la necessità di trasporto delle persone nelle località turistiche del Mar Nero. Nel periodo estivo del 1946 l'aeroporto ha trasportato 17036 passeggeri con 7 voli giornalieri.
Nel 1956 è stato costruito il primo Terminal Passeggeri e la pista nuova adatta per gli aerei Ilyushin Il-14. Nel 1960 l'aeroporto è stato anche attrezzato per l'atterraggio/decollo degli aerei Antonov An-10 e degli Ilyushin Il-18. Negli anni successivi l'aeroporto ha aumentato notevolmente il traffico dei passeggeri ed il complesso tecnico di manutenzione degli aerei e della gestione del traffico aereo.
Dal 1971 al 1980 l'aeroporto è stato modernizzato con i nuovi sistemi di radar e di luci. È stato creato un complesso automatizzato di rifornimento dei velivoli col nuovo sistema dei parcheggi degli aerei per l'atterraggio/decollo degli Tupolev Tu-154 e degli Yakovlev Yak-40.
Dal 1980 al 1990 l'aeroporto ha continuato lo sviluppo con l'apertura dei Terminal Passeggeri 2 e 3 e col'allugamento della pista attiva per l'atterraggio/decollo degli aerei Ilyushin Il-86. Dal 1982 l'Aeroflot ha aperto i voli di linea da/per Adler con gli aerei Ilyushin Il-86. Nel 1990 il numero di voli all'aeroporto ha raggiunto il massimo storico di 180 voli al giorno.

Dal 1991 al 1998 l'aeroporto ha continuato lo sviluppo con la ricostruzione del Terminal per raggiungere la capacità di 2500 passeggeri all'ora. L'Aeroporto Adler diventò uno scalo aeroportuale internazionale ed è stato attrezzato per la manutenzione, l'atterraggio/decollo degli aerei Airbus A310, Airbus A320, Boeing 737, Boeing 757, Ilyushin Il-96, Tupolev Tu-204.

## Gestione e strategia
L'aeroporto di Soči-Adler è gestito dalla società Holding Gli Aeroporti del Sud indipendente dalle compagnie aeree russe sotto il controllo del gruppo BasEL di Oleg Deripaska.
L'aeroporto di Soči-Adler è un aeroporto internazionale che attualmente gestisce i voli di 37 compagnie aeree russe e straniere per circa 66 destinazioni. La geografia dei voli nazionali è molto vasta con i voli di linea stagionali estivi che raggiunogo i principali capoluoghi ed i centri maggiori della Russia.
La principale attività dell'aeroporto è concentrata sulla gestione del traffico dei passeggeri delle località turistiche russe sul Mar Nero. Il traffico passeggeri conta dal 92% al 97% del traffico dello scalo con i punti del massimo dal mese di maggio al mese di agosto. Il 73% dei voli è infatti effettuato nei mesi estivi.
La gestione e il handling e il rifornimento dei carburanti all'aeroporto sono effettuato dalla Soči-Avia Invest S.p.a. (in russo: Сочи-Авиа инвест ЗАО). La fornitura dei pasti al bordo per le compagnie aeree va effettuato dalla Aviapit S.r.l. (in russo: Авиапит ООО).

## Dati tecnici
L'aeroporto di Soči-Adler è attualmente dotato di due piste attive. La prima pista attiva cementata di classe B di 2.850 m х 50 m è attrezzata per l'atterraggio/decollo degli aerei col peso massimo al decollo di 210 t. La seconda pista attiva cementata di classe C di 2.200 m х 49 m è attrezzata per l'atterraggio/decollo degli aerei col peso massimo al decollo di 130 t. Le piste dell'aeroporto sono dotati del sistema PAPI.
L'aeroporto è dotato di 39 stand ed è aperto 24 ore al giorno.
L'aeroporto di Soči-Adler è attrezzato per la manutenzione, l'atterraggio/decollo degli aerei: Antonov An-12, Antonov An-24, Antonov An-26, Antonov An-30, Antonov An-72, Antonov An-74, Antonov An-124, ATR 42, Fokker F100, Ilyushin Il-18, Ilyushin Il-62, Ilyushin Il-76, Ilyushin Il-86, Ilyushin Il-96, Tupolev Tu-134, Tupolev Tu-154, Tupolev Tu-204, Tupolev Tu-214, Yakovlev Yak-40, Yakovlev Yak-42, Boeing 707, Boeing 737, Boeing 757, Boeing 767, Airbus A310, Airbus A320, Airbus A330.

## Terminal

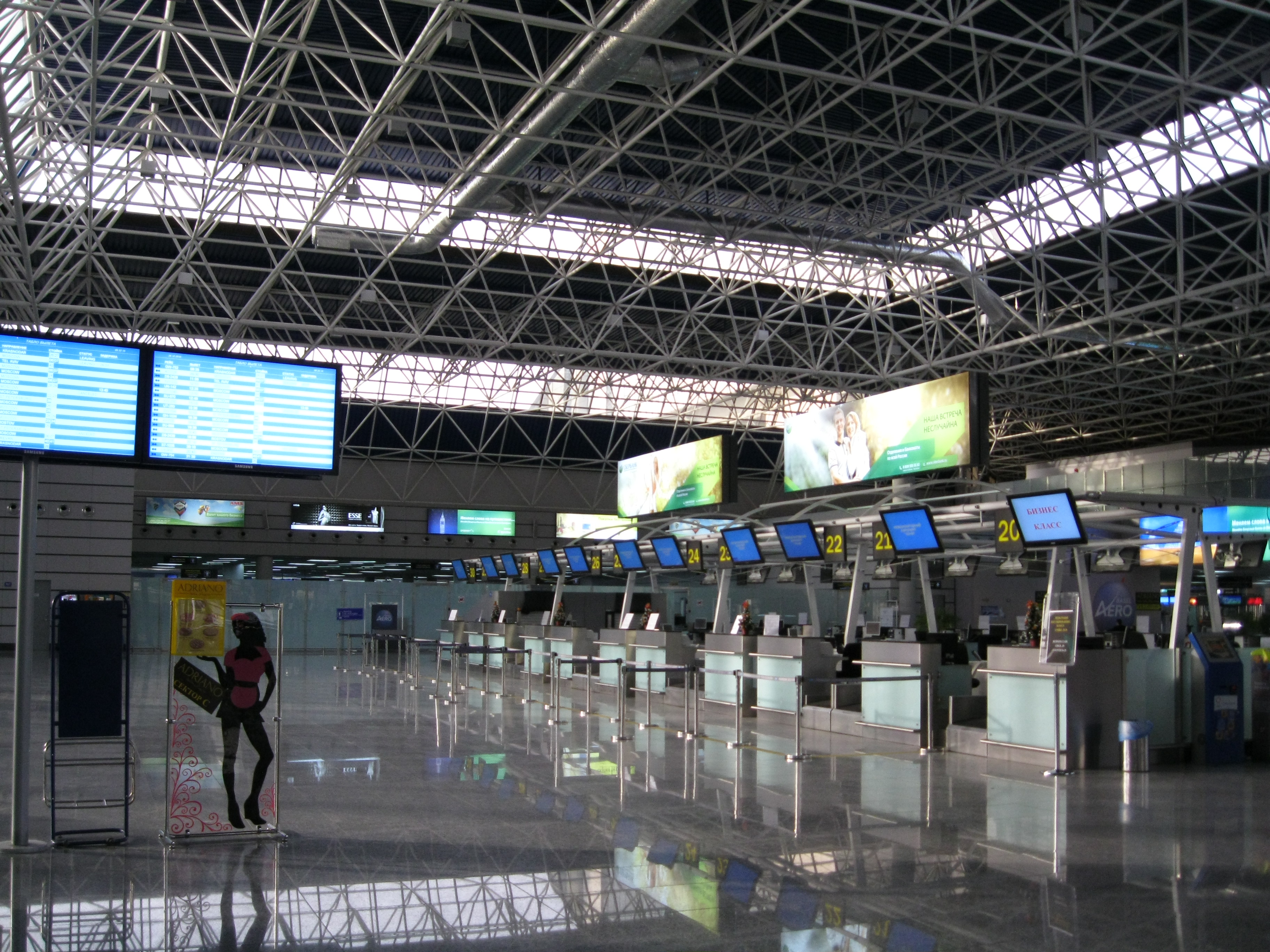
La zona check-in del Terminal Internazionale dell'aeroporto Adler.

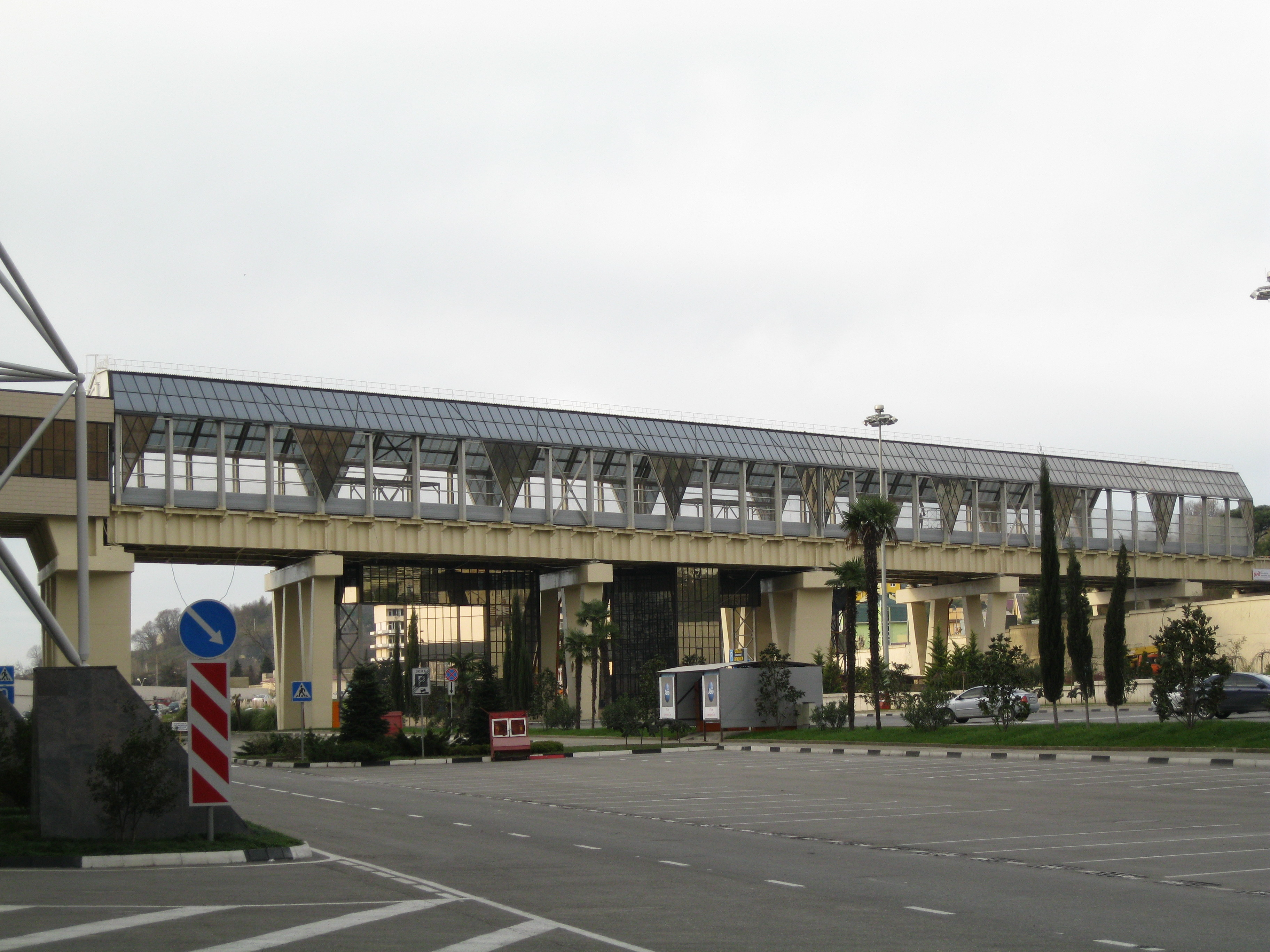
La Stazione Aeroporto Adler delle Ferrovie russe.

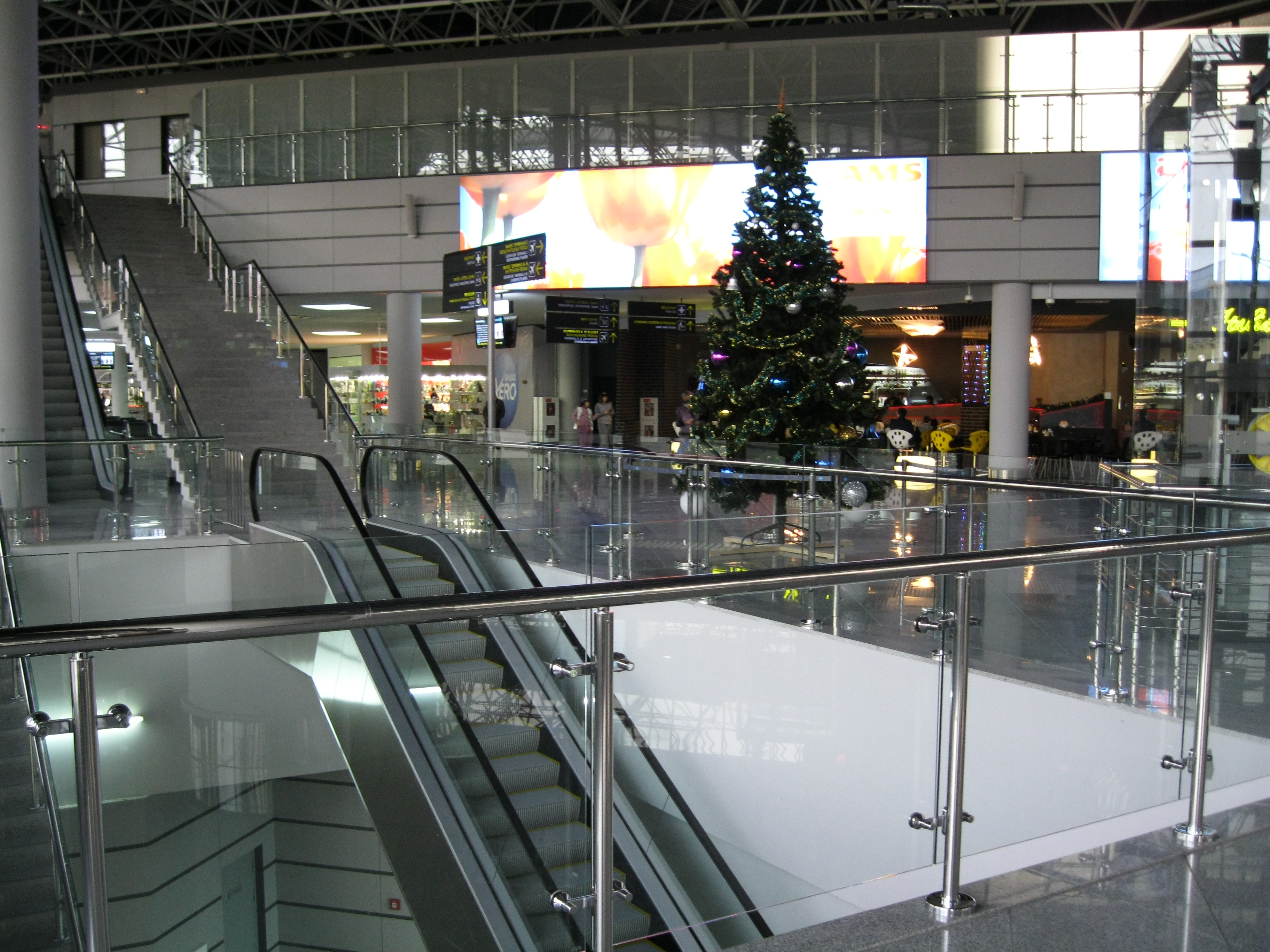
Le scale mobili all'interno del Terminal Internazionale dell'aeroporto Adler.

L'aeroporto di Soči-Adler dispone sia del Terminal per i voli interni con la capacità di 800 passeggeri/ora, sia del Terminal internazionale con la capacità attuale di 130 passeggeri/ora.

La compagnia di costruzioni austriaca Strabag ha progettato e realizzato l'opera del nuovo Terminal aeroportuale di 60.000 m² con la capacità di 1.600 passeggeri/ora a Soči. Nel 2012 è prevista l'apertura dell'intero complesso aeroportuale nuovo con la capacità di 2.500 passeggeri/ora previsti per i XXII Giochi olimpici invernali del 2014.
Il 12 novembre 2009 i passeggeri del volo OS 615 della Austrian Airlines in arrivo da Vienna (Volo ormai non più operativo) hanno passato tutti i controlli e hanno ricevuto i bagagli nel settore internazionale del nuovo Terminal dell'Aeroporto di Soči-Adler.